# Geografia Iraku

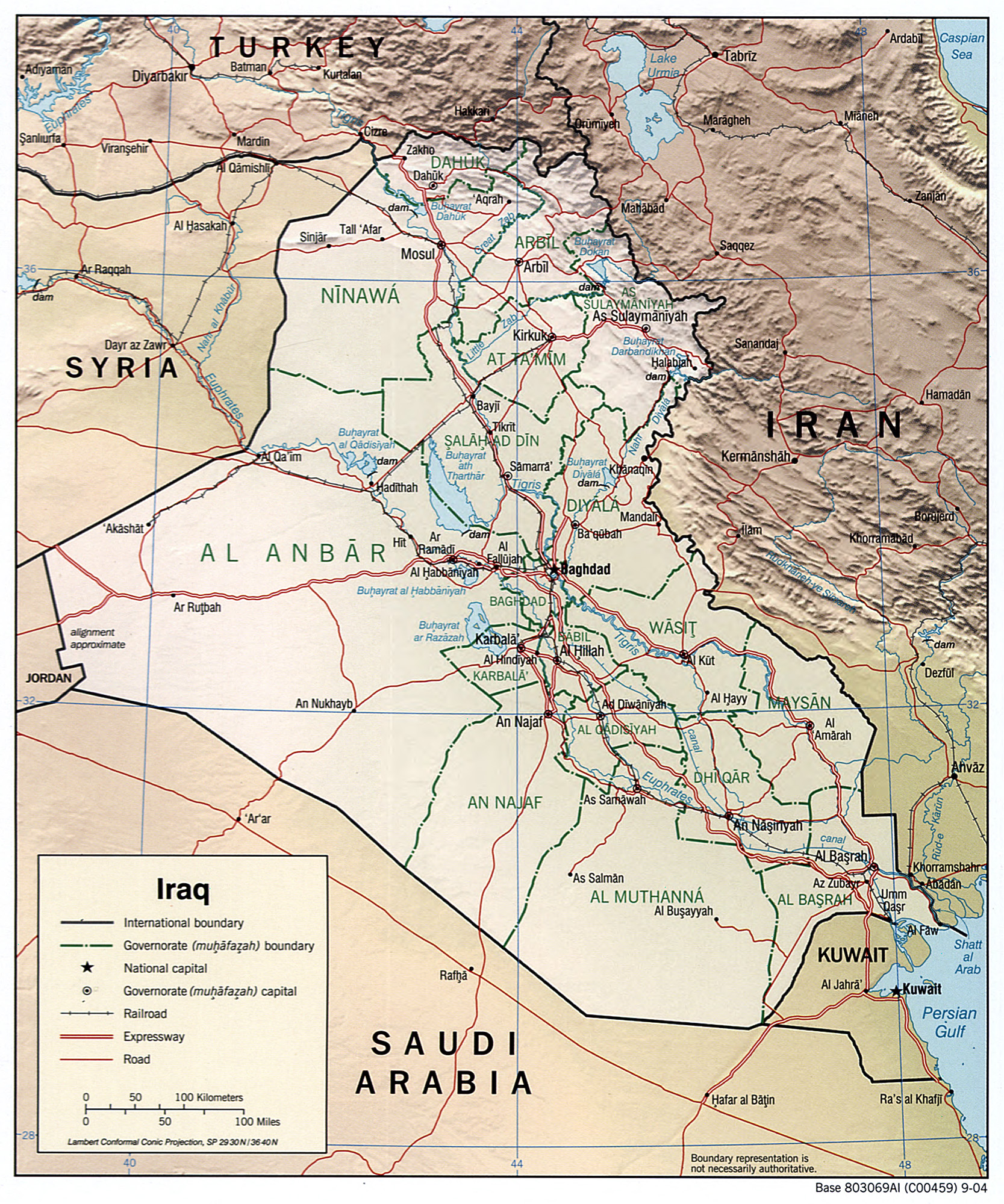
Mapa Iraku

Irak jest państwem leżącym w Azji Południowo-Zachodniej, w centralnej części Bliskiego Wschodu. Irak położony jest nad Zatoką Perską. Ten pustynny kraj zdominowany przez islam, ma za sobą długą i bogatą historię, gdzie przez wiele lat rozwijała się kultura arabska. Obecnie po obaleniu rządów Saddama Husajna, kraj jest nękany zamachami terrorystycznymi, gdzie codziennie giną ludzie. Irak jest jednym z najniebezpieczniejszych krajów świata, gdzie turystyka w chwili obecne praktycznie nie istnieje. Irak jednak posiada wiele walorów, które przeciągnęłyby wielu turystów. To tu powstała pierwsza ludzka cywilizacja, wciąż można zobaczyć m.in. ruiny świątyń babilońskich i wiele innych zabytków z różnych okresów dziejowych kraju.

## Powierzchnia i granice
Powierzchnia – 438 317 km²
Skrajne punkty – północny 37°21'N, południowy 29°07'N, zachodni 38°47'E, wschodni48°35'E. Rozciągłość południkowa wynosi 1170 km, a równoleżnikowa 770 km.
Irak graniczy z następującymi państwami –

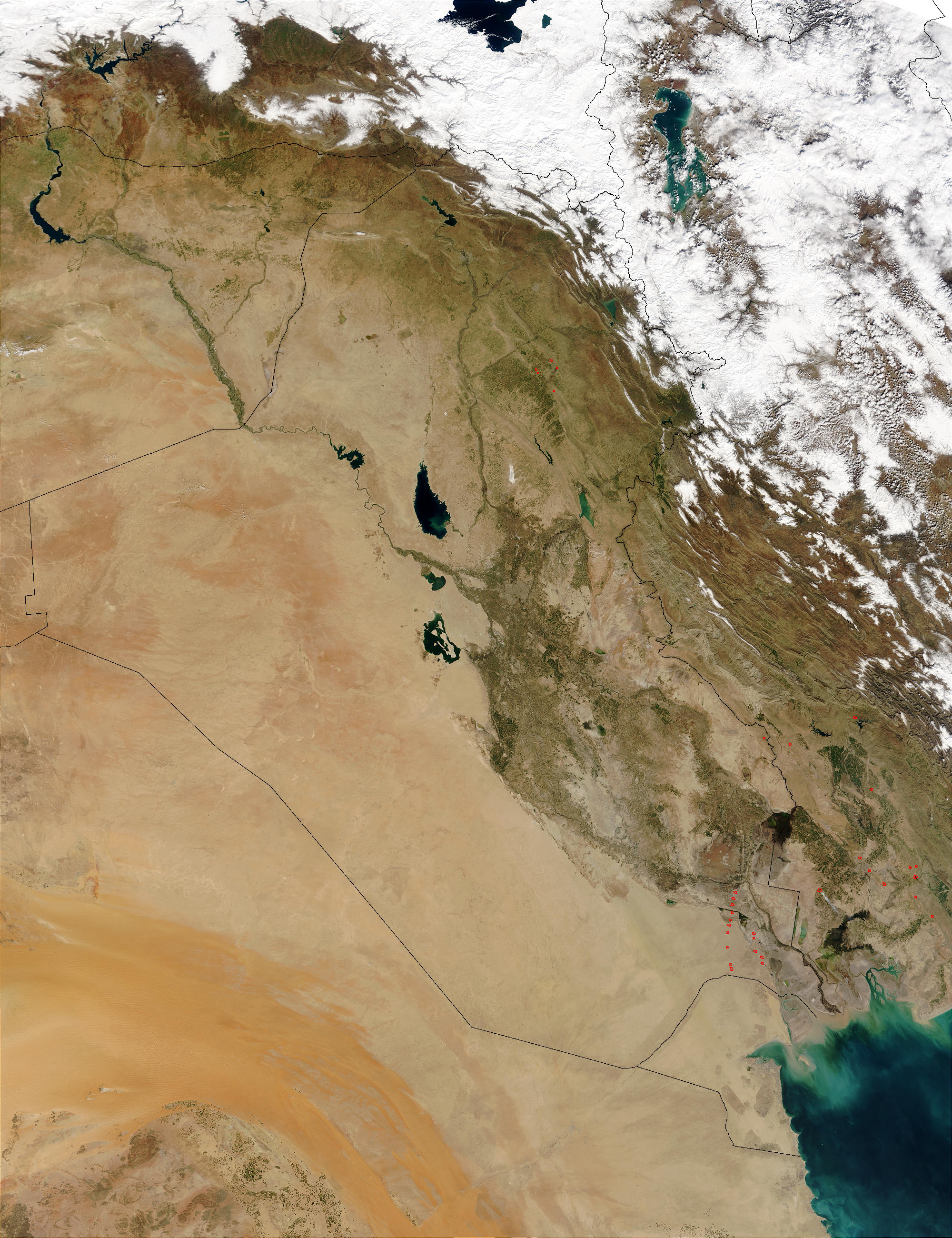
Irak widziany z kosmosu

- Iran – 1458 km
- Jordania – 181 km
- Kuwejt – 242 km
- Arabia Saudyjska – 814 km
- Syria – 605 km
- Turcja – 331 km

Linia brzegowa – 58 km

## Budowa geologiczna i rzeźba
Irak dzieli się na trzy regiony geograficzne. Są to obszar gór i podgórza, Mezopotamia i pustynie. Obszary te przebiegają prawie równoległymi pasmami z północnego zachodu na południowy wschód. Około 35% powierzchni kraju stanowią rozległe, aluwialne niziny Mezopotamii, na północy Mezopotamii leży Al-Dżazira (wysokość ponad 200 m n.p.m.), na południu zaś leży Nizina Mezopotamska (wysokość poniżej 100 m n.p.m.). Al-Dżazira zwana też Mezopotamią Górną jest obszarem gdzie znajdują się wzniesienia z najwyższym szczytem tego regionu – Dżabal Sindżar o wysokości 1463 m n.p.m. W północno-wschodniej części kraju znajdują się młode góry fałdowe — Góry Kurdystańskie z najwyższym szczytem Iraku — Kuh-e Hazar (wysokość 3728 m n.p.m.). Góry te przechodzą w kierunku południowym stopniowo przechodzą w pogórze z równoległymi pasmami łagodnych wzgórz nie przekraczających 1 00 m n.p.m. Ponad 40% powierzchni Iraku zajmują pustynie, na północnym zachodzie leży część kamienistej i żwirowej Pustyni Syryjskiej, a na południowym zachodzie fragment piaszczystej pustyni Wielki Nefud.
Gór Kurdystańskie są fałdowymi górami, które uformowały się w trzeciorzędzie i zbudowane są z utworów pochodzących z okresu jury, kredy, paleocenu i eocenu. Masywy te budują takie skały jak dolomity, wapienie i piaskowce. Na terenach górskich spotykane są też starsze utwory pochodzące karbonu i permu. Pogórze zbudowane jest z utworów pochodzących z miocenu i pliocenu oraz plejstocenu, gdzie dominują piaskowce, iłowce i margle. Mezopotamia, ma postać rozległego obniżenia, jej dno stanowią utwory mezozoiczne, a wypełniają je warstwy osadów trzeciorzędowych i czwartorzędowych, osady te reprezentują głównie piaski i mułki. Pustynie irackie rozlokowane są na podłożu zbudowanym ze skał prekambryjskich. Na północy na Pustyni Syryjskiej znajduje się zapadlisko tektoniczne Al-Gara'ara, w którym odsłaniają się utwory triasowe jurajskie.

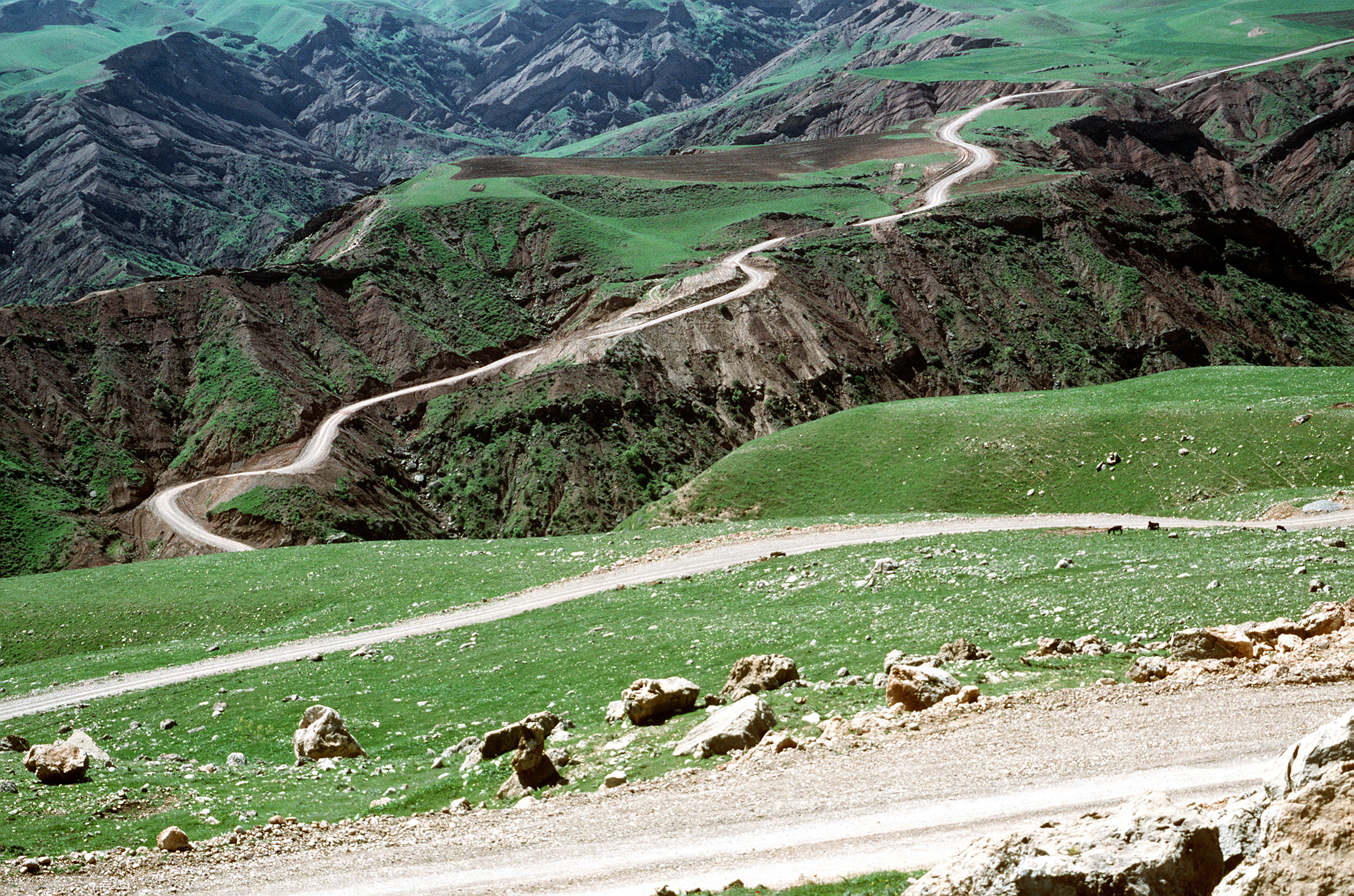
Północny Irak

## Klimat

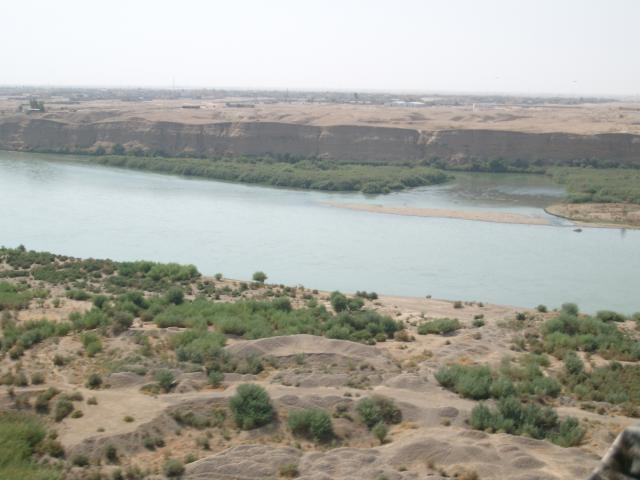
Rzeka Tygrys

Irak znajduje się w strefie klimatu zwrotnikowego suchego, a na południowym zachodzie, skrajnie suchego. Jedynie północne regiony kraju posiadają wilgotniejszą odmianę klimatu zaliczaną do strefy podzwrotnikowej. Obecność Zatoki Perskiej nie ma wpływu na klimat Iraku, jak i sąsiedniego Kuwejtu czy Arabii Saudyjskiej. Przyczyną jest duży kontynentalizm związany z położeniem kraju, na obszarze ogromnych obszarów kontynentu azjatyckiego.
Na całym obszarze Iraku występują dwie wyraźne pory roku, oddzielone krótkimi okresami przejściowymi. Są to: suche i gorące lato trwające od maja do października i relatywnie chłodna i wilgotna zima trwająca od grudnia do marca. Należy przy tym zaznaczyć, że regiony leżące na południu kraju także i zimą są zasadniczo suche, z nielicznymi gwałtownymi i krótkimi ulewami. Zimy na północy kraju w górach są surowe, gdzie do częstych zjawisk należą mrozy i sporadycznie występujące opady śniegu.
Opady w kraju są niskie, do 100 mm na południu kraju do 200–300 mm w środkowej części kraju. Na pogórzu zaś średnie roczne wartości oscylują w granicach 400 mm. Najwilgotniejsza jest północ kraju, czyli Góry Kurdystańskie, średnie wartości układają się od około 600 mm do 1000 mm w najwyższych partiach gór. Na pustyniach występują wieloletnie susze, przerywane gwałtownymi ulewami.
Temperatury są w Iraku charakterystyczne dla krajów klimatu zwrotnikowego. To oznacza gorącą porę letnią, kiedy to w dzień temperatura przekracza 40°, w nocy spadając do około 20 °C, (na pustyniach do 5-10 °C). Zimą zaś jest dość chłodno. Średnie temperatury w dzień wynoszą około 10-20 °C, w nocy często występują przymrozki. Izotermy układają się równoleżnikowo. Najcieplej jest na południu kraju, a najchłodniej na północy. Na południu kraju przez prawie pół roku średnie wartości termiczne wynoszą 30 °C lub więcej, z upałami w dzień dochodzącymi do 50 °C. Górzyste krańce kraju są zimne, gdzie nawet latem temperatura poniżej 20 °C.

## Wody
Podstawę sieci hydrograficznej kraju stanowią dwie wielkie rzeki – Tygrys i Eufrat. Kraj należy do ich dorzecza, a zlewiskiem jest Ocean Indyjski do którego należy akwen Zatoki Perskiej. Obie te rzeki biorą swój bieg w górach we wschodniej Turcji i przepływają cały Irak mniej więcej w kierunku południowo-wschodnim. Najdłuższą rzeką jest Tygrys liczący 1418 km, zaś Eufrat ma 1233 km. Rzeki te na południu łączą się w Szatt al-Arab o długości 190 km i w okolicach Al Fau uchodzą do Zatoki Perskiej. Dwie wielkie rzeki od których wzięła się nazwa Mezopotamia czyli Międzyrzecze, płyną w szerokich dolinach z licznymi meandrami. Rzeki te niosą ze sobą ogromne ilości wody i cechują się znacznymi sezonowymi wahaniami przepływu, powodującymi niegdyś groźne powodzie. Obecnie, dzięki obwałowaniom i zbiornikom retencyjnym, oraz sieci kanałów, uregulowano jej bieg. Eufrat i Tygrys w środkowej i południowej części kraju tworzą rozległe błota i rozlewiska. To tam właśnie powstały pierwsze państwa na świecie, gdzie obecność tych rzek umożliwiła rozwój rolnictwa.
Poza stałymi rzekami jakimi są Tygrys i Eufrat, w kraju występują rzeki okresowe, tak zwane wadi. Rzeki te istnieją jedynie w okresie zimowej pory deszczowej, wadi znajdują się przeważnie na terenach pustynnych. Największą rzeką okresową w Iraku jest Wadi al Hauran o długości około 380 km. Poza ciekami wodnymi w kraju znajdują się jeziora. Największym jeziorem jest As Sarsar o powierzchni 2170 km², jest to słodkowodne jezioro będące zbiornikiem retencyjnym leżącym w środkowym Iraku. Największym jeziorem słonowodnym jest Razzaza o powierzchni 1850 km². Irak posiada również sztuczne zbiorniki min. Dukan (Mały Zab), Durbandi (Dijala) i Bachma (Wielki Zab). Spora jest także liczba płytkich rozlewisk, o znacznie zmieniającej się w ciągu roku powierzchni lustra. Rozlewiska leżące w widłach Tygrysu i Eufratu są jednak w ostatnich latach intensywnie osuszane. Wykonane w 1994 roku zdjęcia satelitarne pokazały, że szacowany w końcu lat 80. na 30 tys. km² obszar rozlewisk zmniejszył się o 15-20%.
Wody podziemne Iraku występują w różnych utworach geologicznych, począwszy od skał triasowych, a na czwartorzędowych aluwiach skończywszy. Najbogatsze zasoby wód podziemnych występują w okręgu Altun Kubri. W Iraku jest ponad tysiąc naturalnych źródeł wód podziemnych w tym siarczanowe solanki i termy.

## Gleby
W Iraku występują dwa główne typy gleb. Są to ciężkie aluwialne osady, związane głównie z rzekami, natomiast pozostały obszar kraju zajmują gleby znacznie lżejsze. Na stosunkowo dużych obszarach występują kalcisole i gypsisole. Na obszarach pustynnych występują płytkie warstwy glebowe, które są mało urodzajne i odznaczają się znaczną zwartością węglanów wapnia i gipsu. Na Nizinie Mezopotamskiej wykształciły się aluwialne fluwisole o szarej barwie i małej przepuszczalności. Gleby te zawierają znaczną ilość części ilastych i organicznych. Oprócz nich występują także gleby słone, zwane sołonczakami. Są one charakterystyczne nie tylko dla obszarów pustynnych na których miejscami występują, ale także istnieją w 50% na terenach nawadnianych. Powstały one w wyniku silnego parowania wód glebowych.

## Flora
W kraju występuje przeważnie roślinność półpustynna i pustynna, głównie na zachodzie i południowym zachodzie kraju. Rosną tam kserofityczne gatunki roślin, jak kolczaste krzewy, tamaryszki i zarośla z saksaułem i opuncją. Obszar Al-Dżaziry jest pokryty głównie roślinnością stepową z różnymi gatunkami krzewów oraz wieloma trawami i turzycami. Nieco zasobniejsze w roślinność są obszary leżące na północny kraju. Na pogórzu i częściowo w górach rosną mocno zdegradowane lasy, na które składają się wierzby, topole i sosny alpejskie. Także w Górach Zagros lasy są mocno zdegradowane, rosną one między 600 a 2000 m n.p.m. i składają się głównie z dębów. Lasy zajmują łącznie około 3% ogólnej powierzchni. W wyższych partiach gór rośnie karłowata i kolczasta roślinność wysokogórska, gdzie dominują traganki (Astragulus). Najbardziej zasobnym w roślinność regionem kraju jest Nizina Mezopotamska, zwłaszcza Dolna Mezopotamia. Obszar ten jest uważany za miejsce w którym istniał biblijny Eden. Rosną tam palmy daktylowe, oleandry i akacje, oraz sadzone eukaliptusy. Poza tymi gatunkami licznie występują różne odmiany piołunów, aloesów i roślin z rodziny komosowatych. Wzdłuż brzegów rzek rosną wierzby i topole, a poza nimi liczne sitowia i trzciny.

## Fauna
Dość ubogi świat zwierząt, należy do Regionu Śródziemnomorskiego Palearktyki. Z ssaków parzystokopytnych występują takie gatunki jak daniel mezopotamski, gazela arabska, dzik, a w górach koza bezoarowa. Z większych drapieżników można w Iraku dość sporadycznie spotkać geparda i lamparta. Zwierzęta afrykańskie reprezentuje szakal złocisty i hiena pręgowana, a ze wschodnich gatunków – jeżozwierz indyjski. Wśród ptaków do drapieżników należą orzełek włochaty oraz nielicznie występujący sokół wędrowny. Poza nimi w kraju żyją kuropatwy, kulony, a nad rzekami wiele gatunków ptaków wodnych. Liczne są w Iraku gady, zwłaszcza jaszczurki jak waran szary, agama i krągłówek. Z węży zaś powszechnym gatunkiem jest żmija rogata. W rzekach i jeziora żyje wiele słodkowodnych gatunków ryb jak brzana, sum, i karpiowate.